# Tebaldo Bigliardi
Tebaldo Bigliardi (* 5. Februar 1963 in Catanzaro) ist ein ehemaliger italienischer Fußballspieler.

## Spielerkarriere
Bigliardi begann seine Karriere bei der SSC Palermo, für die er bereits in der Jugend spielte. In seiner ersten Saison mit dem Klub in der Serie B kam er nicht über die Rolle des Reservisten hinaus und kam nur auf sieben Einsätze. In der nächsten Saison entwickelte er sich dann aber zur Stammkraft. Mit Palermo belegte er stets die unteren Ränge der Tabelle und stieg nach der Saison 1983/84 sogar in die Serie C ab. Doch dort gelang nach einer Saison der direkte Wiederaufstieg. Zurück in der Serie B musste der Verein direkt wieder absteigen, da er in einen Wettskandal verwickelt war, der auch Bigliardi zu einer einmonatigen Sperre zwang. Daher verließ er den Verein und wechselte zum SSC Neapel in die Serie A. Mit dem Team um Diego Maradona wurde er direkt in der ersten Saison italienischer Meister und gewann den italienischen Pokal. Danach wurde das Team Vizemeister und nahm daher am UEFA-Pokal teil. Diesen konnte die Mannschaft nach einem Sieg gegen den VfB Stuttgart gewinnen. In der darauffolgenden Saison wurde er mit Neapel noch einmal Meister und verließ den Verein danach, weil er stets Ersatzspieler war. Von Neapel wechselt er zu Atalanta Bergamo, wo er drei Spielzeiten in der Serie A spielte. In der Saison 1993–1994 wurde er an seinen alten Verein Palermo ausgeliehen. Nach seiner Rückkehr zu Atalanta spielte er dort noch eine Saison, in der das Team in die Serie A aufstieg. Bei UC AlbinoLeffe ließ er seine Karriere ausklingen, nach einer Saison in der Serie C, in der das Team abstieg.

## Erfolge
- Italienische Meisterschaft: 1986/87, 1989/90
- Coppa Italia: 1986/87
- UEFA-Pokal: 1988/89